# Burträsks kommunala realskola
Burträsks kommunala realskola var en kommunal realskola i Burträsk verksam från 1951 till 1969.

## Historia
Skolan bildades som en högre folkskola. 1951 ombildades denna till en kommunal mellanskola vilken ombildades till kommunal realskola 1 juli 1952
Realexamen gavs från 1951 till 1969.